# Nagygörbő
Nagygörbő is een plaats (község) en gemeente in het Hongaarse comitaat Zala. Nagygörbő telt 232 inwoners (2001).